# Шлик
Шлик (очевидно, запозич. зі староболгарської шлыкъ «шапка з конічним верхом», яке вважається похідним від башлыкъ, що з тур. başlik, крим.-тат., азерб., тат. bašlyk «головний убір», від тюрк. baš «голова» та суфікса -lyk-, що застосовується в назвах одягу) — висока хутряна шапка конічної форми, як правило, із закинутим назад верхом, крита сукном чи оксамитом; поля відгинались у вигляді хутряної околиці завширшки з долоню, переважно з V-подібною проріхою попереду. Згодом, у XVIII-ХІХ столітті — верх козацької смушевої частини шапки, що звисає вниз, на відміну від основної частини шапки, зробленої з овечої шкіри, зазвичай зроблений з тканини. В старовину мав практичне, бойове застосування (пом'якшував удар), згодом перетворився на декоративний елемент.
Шлик відомий на Русі з XIV ст. Цей тип шапки найвірогідніше походить від головного убору степових народів, що був принесений ними до Персії, а потім за посередництва татарських ханатів і козаків поширився в різних варіантах на теренах Литовсько-Руської держави, Польщі, Угорщини, Румунії, Московії та інших країн Південно-Східної Європи. У пам'ятках української мови поява слова фіксується в середині XVI ст. Шлик був найтиповішим головним убором українських козаків упродовж XVI — першої чверті XVIІI ст. Залежно від моди, верх у шлика міг бути високим і прямим або ж більш м'яким, мішкуватим, закинутим назад, а хутряна околиця — із V-подібною проріхою попереду, мінливої ширини, або ж прямою, завширшки з долоню.
З формуванням гусарських полків на теренах України, сукняний верх ківерів (кольбаків) стає модним серед козаків і отримує назву шлика. Козацькі шапки мали урізаний вверх з пришитим шликом (вилишкетом), який звисав з лівого боку, де він прикріплювався до наголовника гапликом. Такі ж самі шапки з червоним шликом носили чумаки. Шлик оздоблювали нашитим срібним або золотим хрестом і завершувався він золотою або срібною китичкою. Шлик був такого ж кольору, як і жупан, найчастіше червоного або синього кольору.

## Чорношличники

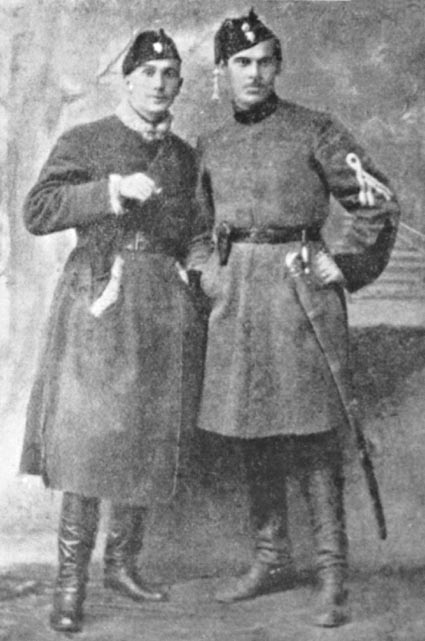
Чорношличники

Кінний полк армії УНР Чорні запорожці (згодом 1-й полк Чорних запорожців) через чорний колір шлика називали чорношличниками.
Інша військова формація Армії УНР Чернігівський кінно-гонецький полк, що діяв під проводом отамана Євгена Ангела, за червоний колір шликів називалась «Червоний курінь смерті».